# Paolo Paganini (calciatore)
Paolo Paganini (Vienna, 4 settembre 1901 – Vicenza, 23 maggio 1984) è stato un calciatore italiano, di ruolo mediano.

## Caratteristiche tecniche
È stato un mediano.

## Carriera
Vanta 43 partite in massima divisione, di cui 42 in Divisione Nazionale con la Lazio ed una nell'appena creata Serie A con il Napoli, nella sconfitta del 25 maggio 1930 in trasferta a Vercelli contro la Pro Vercelli per 4-0, in un campionato segnato dalla prematura morte del Presidente e mecenate Giorgio Ascarelli che vede la squadra, al termine della stagione, per la prima volta tra le migliori società.
Fino al 1935 gioca con il Savignano.

## Palmarès

### Club

#### Competizioni nazionali
- Seconda Divisione: 1

SPAL: 1925-1926